# Macheng
Macheng (en chino, 麻城; pinyin, Máchéng) es un municipio  bajo la administración directa de la Prefectura Huanggang en la Provincia de Hubei, República Popular China.  Su área es de  km² y su población total para 2010 superó los  mil habitantes. 

## Administración
Desde octubre de 2022, el  Municipio Macheng se divide en 19 pueblos que se administran en 3 subdistritos, 15  poblados y 1 villa. 

## Toponimia
Macheng se estableció en la dinastía Sui. Debido a que fue construida por Ma Qiu (麻秋), un general de la dinastía Zhao posterior, se le llamó Macheng (La Ciudad de Ma).